# Jammu i Caixmir
Jammu i Caixmir és un antic estat de l'Índia format amb la part del Caixmir que no fou atribuïda al Pakistan, anomenada oficialment Azad Kashmir. El 31 d'octubre del 2019 el govern de Narendra Modi el dividí en dos territoris de la Unió (Jammu i Caixmir a l'oest i Ladakh a l'est) en aplicació de la Llei de Reorganització de Jammu i Caixmir.
Jammu i Caixmir consistia en tres regions: Jammu, la vall Caixmir i Ladakh. Srinagar n'és la capital estival, i Jammu és la capital hivernal.
Mentre que la vall del Caixmir, sovint coneguda com el Paradís en la Terra, és famosa pel seu magnífic entorn de muntanya; els nombrosos santuaris de Jammu atrauen desenes de milers de pelegrins hindús i musulmans cada any. Ladakh, també conegut com el «Petit Tibet», és famosa per la seva bellesa d'alta muntanya i per la seva cultura budista.
Era l'únic estat de l'Índia amb majoria musulmana.